# Helius apicalis
Helius apicalis är en tvåvingeart som först beskrevs av Alexander 1915.  Helius apicalis ingår i släktet Helius och familjen småharkrankar. Inga underarter finns listade i Catalogue of Life.